# Aeroportul El Lencero
Aeroportul El Lencero (IATA: JAL, ICAO: MMJA) este un aeroport din Statul Veracruz, Mexic ce deservește zona Xalapa-Enríquez⁠(d). Aeroportul a fost tranzitat în 2021 de 0 pasageri.
Situat la o altitudine de 953 m, aeroportul dispune de o singură pistă.